# Tom de Finlàndia (pel·lícula)
Tom de Finlàndia (títol original en anglès, Tom of Finland) és una biogràfica pel·lícula dramàtica finlandesa de 2017 dirigida per Dome Karukoski i escrita per Aleksi Bardy. És protagonitzada per Pekka Strang com Touko Laaksonen, més conegut com a Tom of Finland, un artista homoeròtic finlandès. S'ha doblat i subtitulat al català.
Tom de Finlàndia es va estrenar el 27 de gener de 2017, al Festival de Cinema de Göteborg i el 24 de febrer de 2017, als cinemes finlandesos. Va ser seleccionada com a candidata finlandesa per a la millor pel·lícula en llengua estrangera als Premis Oscar de 2017, però no va ser nominada.

## Argument
Touko Laaksonen torna a casa després de servir a la Segona Guerra Mundial. A l'Hèlsinki de postguerra, es fa un nom amb els seus dibuixos homoeròtics d'homes musculosos. Abans de trobar la fama, troba reptes de la seva germana i de la societat finlandesa a causa del seu art.

## Repartiment
- Pekka Strang − Touko Laaksonen aka Tom of Finland
- Lauri Tilkanen − Veli (Nipa)
- Jessica Grabowsky − Kaija Laaksonen
- Taisto Oksanen − Alijoki
- Seumas Sargent − Doug
- Jakob Oftebro − Jack
- Troy T. Scott − Tom's man
- Werner Daehn − Müller
- Þorsteinn Bachmann − Editor de Physique Pictorial Office

## Recepció

### Premis
A l'Afer del cinema finlandès de 2016 (un "fòrum de treball en curs" que s'executa al costat del Festival Internacional de Cinema de Hèlsinki), Tom of Finland va compartir el premi al Millor Pitch, repartint els diners del premi amb Post Punk Disorder.
Al Festival de Cinema de Göteborg de 2017, la pel·lícula va guanyar el premi Fipresci. També va guanyar el premi del públic a la millor pel·lícula a la XXII Fire!! Mostra Internacional de Cinema Gai i Lesbià.

### Recepció crítica
Al lloc web de l'agregador de ressenyes Rotten Tomatoes, la pel·lícula té una puntuació d'aprovació del 81% basada en 52 ressenyes, amb una puntuació mitjana de 6,6/10. A Metacritic, la pel·lícula té una puntuació mitjana ponderada de 56 sobre 100 basada en 13 crítics, que indica "crítiques mixtes o mitjanes".